# 孫寿

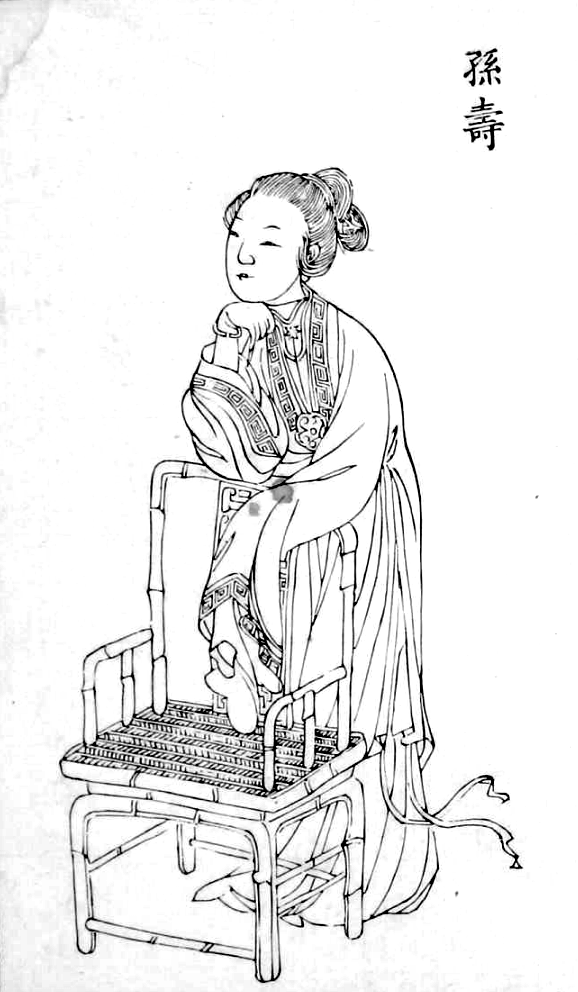
『百美新詠図伝』

孫 寿（そん じゅ、? - 159年）は、後漢の政治家の梁冀の妻。梁妠（順帝の皇后）・梁女瑩（桓帝の1番目の皇后）の義理の姉。襄陽君。

## 略歴
夫の梁冀が権力を握るにつれ、その妻であった孫寿及びその一族も権勢を振るったが、桓帝により梁冀が粛清された際、連座し粛清された。
叔父の梁紀の連れ子（鄧猛女）の美貌を目にした。猛女を改姓して養女としる。猛女は桓帝の2番目の皇后になる（後に廃位された）。

## 人物
美女であり、当時の女性のファッションリーダーで数々の新しいファッションを生み出したため巷間の子女はこぞってそのファッションを模倣したと言われる。彼女が考案したファッションは「齲歯笑」（虫歯の痛みに耐えながらの笑み）、「愁眉」（愁いを込めた書き眉）、「啼粧」（泣きはらした様な目元）、「堕馬髻」（左右非対称の髪型）、「折腰歩」（腰を折ったような歩き）などと呼ばれたが、良識ある人は、これらを縁起が悪く不吉であるとし、梁冀の没落に関係づけた。
嫉妬深い性格であり、夫の梁冀は恐妻家として知られている。梁冀の父である梁商は友通期という美女を順帝に献上した。しかし友通期が順帝の意に逆らい、梁商の元に送り届けられた。梁商の死後、梁冀は友通期と密通して伯玉という子を産んだ。孫寿はこのことを発見し、友通期を殺害した。梁冀は孫寿も私生児を殺すのではないかと心配し、その子を暗室を匿わせた。伯玉は15歳になって、梁冀夫婦が死んでから出てきた。